# Wahlenbergia orae
Wahlenbergia orae är en klockväxtart som beskrevs av Thomas G. Lammers. Wahlenbergia orae ingår i släktet Wahlenbergia och familjen klockväxter. Inga underarter finns listade i Catalogue of Life.